# Ecaterina Teodoroiu
Ecaterina Teodoroiu właśc. Cătălina Toderoiu (ur. 16 stycznia 1894 w Vădeni, zm. 22 sierpnia 1917 w Panciu) – rumuńska nauczycielka i sanitariuszka, oficer armii rumuńskiej.

## Życiorys
Urodziła się we wsi Vădeni (dzis. część Târgu Jiu), jako trzecie dziecko Nicolae i Eleny. Po ukończeniu szkoły w Târgu Jiu rozpoczęła naukę w Szkole dla Dziewcząt w Bukareszcie. Od 1914 działała w ruchu skautowym. W 1916 zdobyła uprawnienia niezbędne do wykonywania zawodu nauczycielki.
27 października 1916, kiedy toczyła się I bitwa nad rzeką Jiu, Ecaterina wraz z harcerzami wzięła udział w obronie Târgu Jiu. Po zakończeniu bitwy o miasto wstąpiła na ochotnika do armii rumuńskiej. Początkowo służyła jako sanitariuszka. Będąc pod wrażeniem postawy rannych żołnierzy Ecaterina zdecydowała się przejść do służby liniowej. W nocy z 3 na 4 listopada brała udział w walkach w pobliżu Florești, gdzie została ranna w nogę i wzięta do niewoli niemieckiej. Udało się jej pozbawić broni konwojującego ją podoficera i uciec z niewoli.
14 listopada 1916 w bitwie pod Porceni zginął brat Ecateriny Nicolae. Aby pomścić brata, Ecaterina zdecydowała się walczyć w tej samej jednostce liniowej, w której poprzednio służył Nicolae. Ranna w czasie walk listopadowych 1916 w obie nogi i ramię trafiła do szpitala. Za dzielność na froncie została odznaczona Medalem za Odwagę I kl. (Medalia Virtutea Militară). Odznaczenie wręczył jej osobiście Ferdynand I. W marcu 1917 otrzymała awans do stopnia podporucznika (sublocotenent). Powierzono jej wtedy dowództwo plutonu.
3 września 1917 zginęła w bitwie pod Mărășești. Gdy prowadziła atak swojego plutonu na pozycje niemieckiego 40 pułku rezerwowego, trafiły ją w pierś dwie kule z karabinu maszynowego. Jej ostatnie słowa miały brzmieć: Înainte! Răzbunați mă! (Naprzód! Pomścijcie mnie!).

## Pamięć o Ecaterinie Teodoroiu

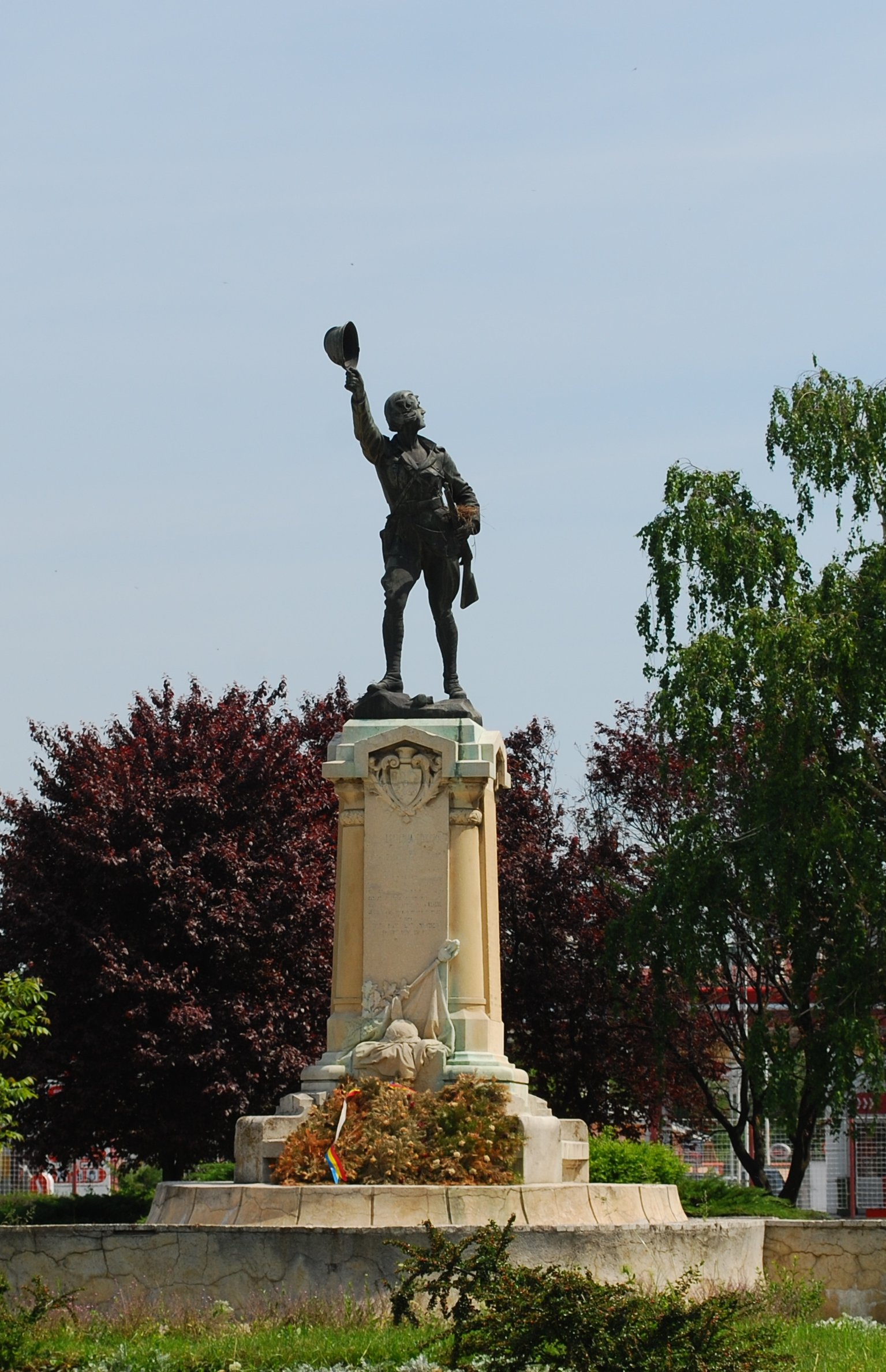
Pomnik Ecateriny Teodoroiu w Slatinie

Teodoroiu została pochowana we wsi Poieni, niedaleko od miejsca, gdzie zginęła. W 1921 dokonano ekshumacji jej szczątków i przeniesiono je do Târgu Jiu. Na jej grobie stoi pomnik wysokości 2,10 m, odsłonięty w 1936, dłuta Milițy Petrașcu. Oprócz tego wzniesiono 8 pomników upamiętniających tę jedną z najbardziej cenionych kobiet w XX-wiecznej historii Rumunii. W 1925 stanął w Slatinie pomnik wykonany z brązu, dłuta Dumitru Mățăoanu. W 1928 odsłonięto pomnik w Brăila, dłuta Vasile Ionescu-Varo. W 1994 w Mărășești odsłonięto popiersie Teodoroiu, dłuta Florina Musty. W 1938 dom rodziny Teodoroiu w Vădeni został przekształcony w miejsce pamięci o bohaterce. W 1978 powstał film fabularny Ecaterina Teodoroiu, w reż. Dinu Cocei. Tytułową rolę zagrała Stela Furcovici.